# ایتاکوارا
ایتاکوارا (به پرتغالی: Itaquara) یک منطقهٔ مسکونی در برزیل است که در باهیا واقع شده‌است. ایتاکوارا ۸٬۳۴۷ نفر جمعیت دارد.